# ターナーの汽罐車 -Turner's Steamroller-

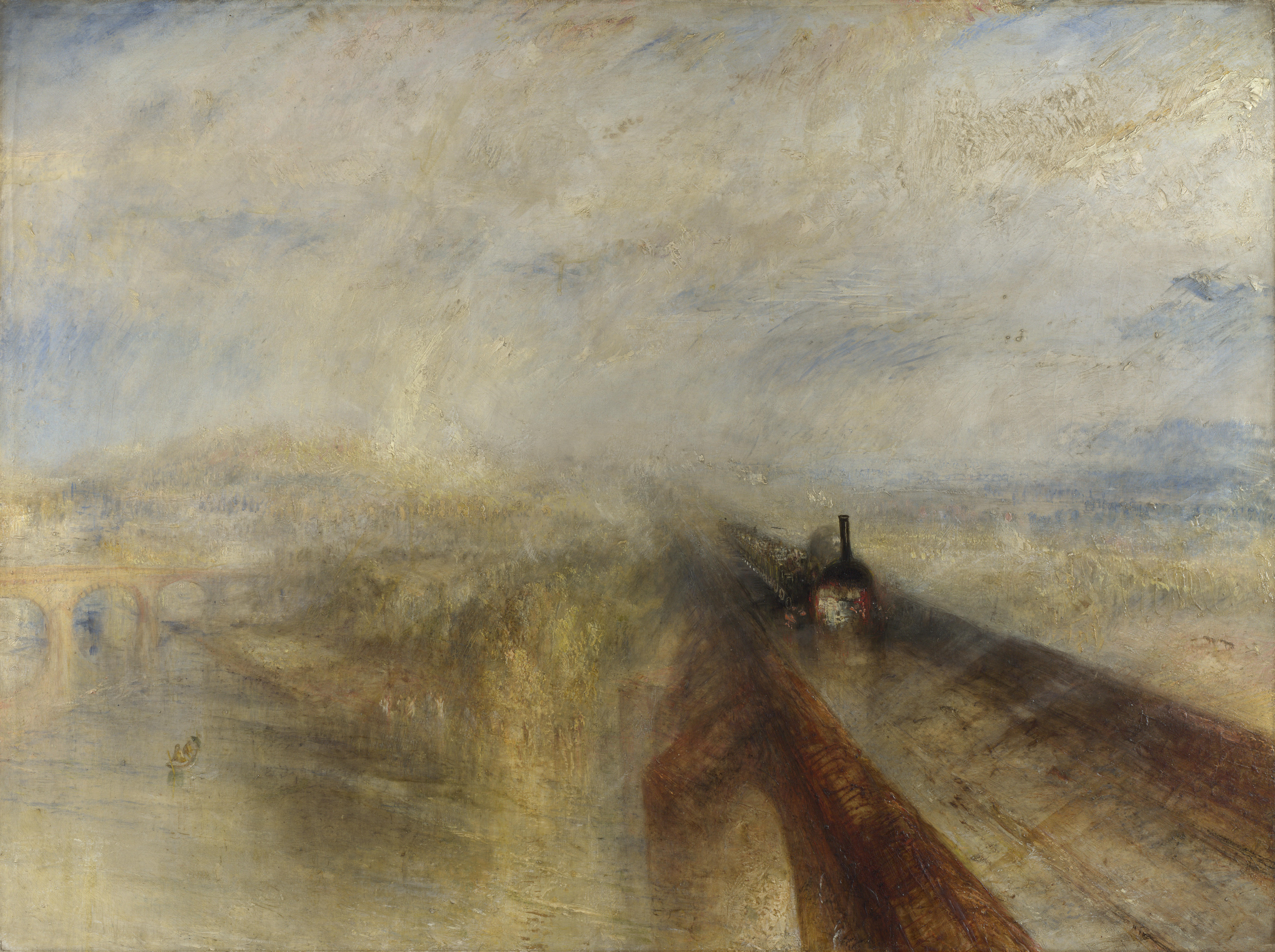
作品のモチーフとなった、J.M.Wターナーの『雨、蒸気、速度―グレート・ウェスタン鉄道』

「ターナーの汽罐車 -Turner's Steamroller-」（ターナーのきかんしゃ ターナーズ・スチームローラー）は、1991年8月25日に発売された山下達郎通算22作目のシングル。

## 解説
「ターナーの汽罐車 -Turner's Steamroller-」はアルバム『ARTISAN』からのシングル・カット曲だが、エンディングにもヴォーカルが入ったシングル・ヴァージョン。ベスト・アルバム『TREASURES』にはシングル・ヴァージョンが、オールタイム・ベスト『OPUS 〜ALL TIME BEST 1975-2012〜』にはイントロのSEがカットされたアルバム・ヴァージョンが、それぞれ収録された。山下は「ある晩、青山のレストラン・バーCAYにドラマティックス（The Dramatics）を観に行った時、トイレに続く長い廊下の陰で黒いワンピースの髪の長い女の子がすすり泣いててね。その光景がすごく印象的だった。で、倦怠期に入った男女が何も話すことがなくて、ただテーブルを挟んでじっと座っているという曲を作ろうと思った。で、そういう店にはきっと絵が飾ってあるだろうと思って、その絵がターナー（Joseph Mallord William Turner）の『雨、蒸気、スピード』（Rain, Steam and Speed）ということにしたの。ターナーが高校の頃から好きだったんだ。この曲のメロディーは『僕の中の少年』の時に作って、『ARTISAN』を作る時に歌詞を書いた。もともとはU2とかヴァン・モリソンのようなアイリッシュ・ロック調というか、通奏音を使った曲を作りたいと思って、それで作った曲」と語っている。当初はドラムとベースのリズム・セクションでレコーディングされたが、曲の持つ耽美的なイメージにより近づけたいとの意向から最終的に、打ち込みのリズムに変更された。2017年にリリースされたシングル「REBORN」には、コンサートツアー“PERFORMANCE 2017”より、同年7月の中野サンプラザでのライブ音源がカップリングに収録された。
「ONLY WITH YOU」はサウンドトラック『BIG WAVE』収録曲で、コンサートツアー“PERFORMANCE '86”からのライブ音源。その後ギター・インストに仕立てられたヴァージョンが、NHK-FM『サウンドストリート』のテーマ曲として使われ、その後JFN系『サンデー・ソングブック』テーマ曲として継続使用されている。このライブ・ヴァージョンは永らくアルバム未収録のままだったが、後にアルバム『Ray Of Hope』初回限定盤にセットのボーナスCD『Joy 1.5』にリマスタリング音源にて収録された。
ジャケットにはロサンゼルス在住の芸術家、アンドレ・ミリポルスキー（Andre Miripolsky）による、『ARTISAN』で使用されたものと色違いのイラストがレイアウトされている。

## 収録曲
| 全作曲・編曲: 山下達郎。 |                                                                         |            |            |                               |
| #                        | タイトル                                                                | 作詞       | 作曲・編曲 |                               |
| 1.                       | 「ターナーの汽罐車 -Turner's Steamroller-」(NISSAN NEW SKYLINECMソング) | 山下達郎   | 山下達郎   | ©1991 Tenderberry Music, Inc. |
| 2.                       | 「ONLY WITH YOU [Live Version]」                                        | Alan O'Day | 山下達郎   | ©1984 Smile Publishers Inc.   |

## レコーディング

### ターナーの汽罐車 -Turner's Steamroller-
| 山下達郎 : Drum Programming, Computer Programming, Electric Guitar, Acoustic Guitar, Synthesizers & Background Vocals |
| 難波弘之 : Acoustic Piano                                                                                             |
| |
| 佐藤康夫 : Mixing Engineer                                                                                            |

### ONLY WITH YOU [Live Version]
| 山下達郎 : Vocal & Acoustic Guitar         |
| 青山純 : Drums                             |
| 伊藤広規 : Electric Bass                   |
| 椎名和夫 : Electric Guitar                 |
| 松田真人 : Electric Piano                  |
| 重実徹 : Synthesizers                      |
| 土岐英史 : Alto Sax                        |
| CINDY : Background Vocal                   |
| 佐々木久美 : Background Vocal              |
| 村田和人 : Background Vocal                |
|                                            |
| 1986年10月9日 郡山市民文化センター大ホール |

## リリース日一覧
| 地域 | タイトル                                                               | リリース日    | レーベル   | 規格          | 品番      | 備考 |
| ---- | ---------------------------------------------------------------------- | ------------- | ---------- | ------------- | --------- | --- |
| 日本 | ターナーの汽罐車 -Turner's Steamroller- / ONLY WITH YOU [Live Version] | 1991年8月25日 | MOON / MMG | 8cmCDシングル | AMDM-6040 | - タイトル・トラックはシングル・ヴァージョン。 - 外袋に“NISSAN NEW SKYLINE CMソング”のステッカーが貼られる。                     |
| 日本 | ターナーの汽罐車 -Turner's Steamroller- / ONLY WITH YOU [Live Version] | 1991年8月25日 | MOON / MMG | CT            | AMSM-6040 | - カセット同時発売。A,B面それぞれに、全2曲収録（両面とも同内容）。 - 外袋に“NISSAN NEW SKYLINE CMソング”のステッカーが貼られる。 |

## 収録アルバム

### ターナーの汽罐車 -Turner's Steamroller-
| # | タイトル                         | リリース日     | レーベル                  | 規格        | 品番                                                  | 備考                                                                          |
| - | -------------------------------- | -------------- | ------------------------- | ----------- | ----------------------------------------------------- | ----------------------------------------------------------------------------- |
| 1 | ARTISAN                          | 1991年6月18日  | MOON ⁄ MMG                | CD          | AMCM-4240                                             |                                                                               |
| 1 | ARTISAN                          | 1991年6月18日  | MOON ⁄ MMG                | CT          | AMTM-4100                                             | - カセット同時発売 - CDと同内容（B面はA面のリピート）                         |
| 1 | ARTISAN                          | 1999年6月2日   | MOON ⁄ WARNER MUSIC JAPAN | CD          | WPCV-10026                                            | 品番改定によるエムエムジー盤の再発                                            |
| 2 | TREASURES                        | 1995年11月18日 | MOON ⁄ east west japan    | CD          | AMCM-4240                                             | - ムーン・レーベル初のベスト・アルバム - シングル・ヴァージョンを収録         |
| 2 | TREASURES                        | 1999年6月2日   | MOON ⁄ WARNER MUSIC JAPAN | CD          | WPCV-10028                                            | 品番改定によるイーストウエスト盤の再発                                        |
| 3 | OPUS 〜ALL TIME BEST 1975-2012〜 | 2012年9月26日  | MOON / WARNER MUSIC JAPAN | - 4CD - 3CD | - WPCL-11201/4【初回限定盤】 - WPCL-11205/7【通常盤】 | - オールタイム・ベスト - イントロのSEをカットしたアルバム・ヴァージョンを収録 |

### ONLY WITH YOU [Live Version]
| # | タイトル    | リリース日    | レーベル                  | 規格 | 品番                       | 備考                                                 |
| - | ----------- | ------------- | ------------------------- | ---- | -------------------------- | ---------------------------------------------------- |
| 1 | Ray Of Hope | 2011年8月10日 | MOON / WARNER MUSIC JAPAN | 2CD  | WPCL-10964/5【初回限定盤】 | - 『Joy 1.5』 - 初回限定盤にセットのボーナスCDに収録 |